# El Poble-sec
|  | Aquest article tracta sobre el barri de Barcelona. Vegeu-ne altres significats a «Poble-sec (desambiguació)». |

El Poble-sec és un barri del districte de Sants-Montjuïc de la ciutat de Barcelona. Té al voltant de 70 hectàrees d'extensió i està situat a l'estreta llenca urbana entre Montjuïc i l'Avinguda del Paral·lel.

## Història
La costa del Poble-sec, com a port natural, fou emprada com a port de la ciutat per ibers i romans, i disposava d'una via d'accés a la ciutat. El port fou usat habitualment fins al segle x i esporàdicament fins al segle xiv. A principis del segle xiii ja es construïen vaixells extramurs entre el torrent de Cagadell i Montjuïc, en uns terrenys en què Jaume el Conqueridor va prohibir la construcció de noves cases i ordenà l'enderroc de les existents. Durant el regnat de Pere el Gran entre els anys 1275 i el 1285, es va iniciar la construcció de les Drassanes Reials de Barcelona, que constaven d'un ampli edifici emmurallat de planta rectangular que estava obert per la banda del mar emmarcant un gran pati central descobert, amb quatre torres als seus angles, de les quals dues encara existeixen.
Aquest barri va ser, de fet, el primer eixample de Barcelona, anterior al projectat per l'Ildefons Cerdà. Les muralles de Barcelona van ser enderrocades el 1854 i el pla de l'Eixample va ser aprovat cinc anys més tard, però els propietaris van trigar encara uns anys a edificar, per les reticències contra el projecte d'en Cerdà. Els terrenys situats a la banda més propera al mar de la falda de la muntanya de Montjuïc no quedaven inclosos en el pla de l'Eixample ni estaven, per tant, subjectes a limitacions urbanístiques.
Els propietaris van començar a parcel·lar-los segons les seves conveniències, a partir de 1858, i a edificar senzilles cases per a obrers. Van néixer així els barris de la França Xica, Santa Madrona i les Hortes de Sant Bertran, després agrupats sota el nom genèric de Poble-sec.
Segons l'historiador Miquel Badenas, l'origen de la denominació de "Poble Sec" es troba en el fet que l'activitat de les fàbriques que s'hi instal·laren a mitjans del segle xix va assecar els pous d'aigua de les Hortes de Sant Bertran.

## En l'actualitat
En l'actualitat tota la muntanya de Montjuïc, que domina el barri del Poble-sec, conforma en el seu conjunt un paisatge verd amb parcs, museus, àrees esportives i zones d'oci que és l'extensió més gran d'esbarjo de la ciutat. Arran de la política urbanística portada a terme per l'Ajuntament de Barcelona, focalitzada en l'augment del turisme, el barri de Poble-sec ha sofert durs i radicals canvis que estan afectant la seva històrica i patrimonial arquitectura i la vida dels seus veïns que des de 2013 han iniciat mobilitzacions de protesta. El 2015, amb el canvi de govern, les mobilitzacions s'han aturat confiant en les promeses de la nova alcaldessa Ada Colau que va prometre una revisió del pla d'usos que afecta el barri i la regulació especial dels carrers Blai i Blesa.

## Personatges il·lustres del Poble-sec
- Joan Manuel Serrat, cantautor, conegut com "El noi del Poble-sec"
- Joan Gràcia, membre del Tricicle
- Jaume Sisa, cantautor.
- Julia Otero, periodista.
- Julieta Serrano, actriu nascuda al carrer Nou de la Rambla 139
- Los Mustang, tres dels components d'aquest grup musical (Marco Rossi (guitarra solista), Miguel Navarro (baix) i Antoni Mercadé (guitarra rítmica)).
- Rafael Ibarbia, compositor, pianista i director d'orquestra. Durant 30 anys va dirigir orquestres en directe a Televisión Española.
- Francisco González Ledesma, advocat, periodista i escriptor, premi Planeta.
- Francesc Boix, fotògraf republicà i comunista. El seu testimoniatge va ser decisiu als judicis de Nuremberg contra els dirigents nazis.
- Manuel Ausensi, cantant líric.
- Irene Polo i Roig, periodista.
- Ferran Olivella i Pons, futbolista.
- Adolf Bolea i Sanz, futbolista.
- Manuel Ibáñez Escofet, periodista i escriptor. Creu de Sant Jordi 1983.
- Ramon Llovet Miserol, artista pintor, amb obres al MNAC.

## Entitats
- Castellers del Poble-sec
- Diables del Poble-sec
- C.E. APA Poble Sec

## Edificis desapareguts
- El nou Mercat del Carme